# 王昭素
王昭素（?—?），酸棗（今河南延津）人，宋朝政治人物。
王昭素少年时篤學，“博學通《九經》，尤長于《易》，作《易論》二十三篇，學者稱之。”，其為人敦厚，上街採買時，從不討價還價。七十多歲時宋太祖召見他，任為國子博士，後以國子博士致仕。

## 延伸阅读
[在维基数据编辑]
 《宋史·卷431》，出自脱脱《宋史》